# Phillipp Mwene
Phillipp Mwene (Vienna, 29 gennaio 1994) è un calciatore austriaco, difensore del Magonza e della nazionale austriaca.

## Statistiche

### Cronologia presenze e reti in nazionale
| Cronologia completa delle presenze e delle reti in nazionale ― Austria | Cronologia completa delle presenze e delle reti in nazionale ― Austria | Cronologia completa delle presenze e delle reti in nazionale ― Austria | Cronologia completa delle presenze e delle reti in nazionale ― Austria | Cronologia completa delle presenze e delle reti in nazionale ― Austria | Cronologia completa delle presenze e delle reti in nazionale ― Austria | Cronologia completa delle presenze e delle reti in nazionale ― Austria | Cronologia completa delle presenze e delle reti in nazionale ― Austria |
| Data                                                                   | Città                                                                  | In casa                                                                | Risultato                                                              | Ospiti                                                                 | Competizione                                                           | Reti                                                                   | Note                                                                   |
| ---------------------------------------------------------------------- | ---------------------------------------------------------------------- | ---------------------------------------------------------------------- | ---------------------------------------------------------------------- | ---------------------------------------------------------------------- | ---------------------------------------------------------------------- | ---------------------------------------------------------------------- | ---------------------------------------------------------------------- |
| 4-9-2021                                                               | Haifa                                                                  | Israele                                                                | 4 – 2                                                                  | Austria                                                                | Qual. Mondiali 2022                                                    | -                                                                      |                                                                        |
| 16-11-2022                                                             | Malaga                                                                 | Andorra                                                                | 0 – 1                                                                  | Austria                                                                | Amichevole                                                             | -                                                                      | 45’                                                                    |
| 20-11-2022                                                             | Vienna                                                                 | Austria                                                                | 2 – 0                                                                  | Italia                                                                 | Amichevole                                                             | -                                                                      | 72’                                                                    |
| 24-3-2023                                                              | Linz                                                                   | Austria                                                                | 4 – 1                                                                  | Azerbaigian                                                            | Qual. Euro 2024                                                        | -                                                                      |                                                                        |
| 27-3-2023                                                              | Linz                                                                   | Austria                                                                | 2 – 1                                                                  | Estonia                                                                | Qual. Euro 2024                                                        | -                                                                      |                                                                        |
| 17-6-2023                                                              | Bruxelles                                                              | Belgio                                                                 | 1 – 1                                                                  | Austria                                                                | Qual. Euro 2024                                                        | -                                                                      | 46’                                                                    |
| 20-6-2023                                                              | Vienna                                                                 | Austria                                                                | 2 – 0                                                                  | Svezia                                                                 | Qual. Euro 2024                                                        | -                                                                      |                                                                        |
| 12-9-2023                                                              | Solna                                                                  | Svezia                                                                 | 1 – 3                                                                  | Austria                                                                | Qual. Euro 2024                                                        | -                                                                      | 45’ 72’                                                                |
| 21-11-2023                                                             | Vienna                                                                 | Austria                                                                | 2 – 0                                                                  | Germania                                                               | Amichevole                                                             | -                                                                      | 50’ 69’                                                                |
| 23-3-2024                                                              | Bratislava                                                             | Slovacchia                                                             | 0 – 2                                                                  | Austria                                                                | Amichevole                                                             | -                                                                      |                                                                        |
| 26-3-2024                                                              | Vienna                                                                 | Austria                                                                | 6 – 1                                                                  | Turchia                                                                | Amichevole                                                             | -                                                                      | 70’                                                                    |
| 8-6-2024                                                               | San Gallo                                                              | Svizzera                                                               | 1 – 1                                                                  | Austria                                                                | Amichevole                                                             | -                                                                      |                                                                        |
| 17-6-2024                                                              | Düsseldorf                                                             | Austria                                                                | 0 – 1                                                                  | Francia                                                                | Euro 2024 - 1º turno                                                   | -                                                                      | 34’ 88’                                                                |
| 21-6-2024                                                              | Berlino                                                                | Polonia                                                                | 1 – 3                                                                  | Austria                                                                | Euro 2024 - 1º turno                                                   | -                                                                      | 63’                                                                    |
| 2-7-2024                                                               | Lipsia                                                                 | Austria                                                                | 1 – 2                                                                  | Turchia                                                                | Euro 2024 - Ottavi di finale                                           | -                                                                      | 46’                                                                    |
| 6-9-2024                                                               | Lubiana                                                                | Slovenia                                                               | 1 – 1                                                                  | Austria                                                                | UEFA Nations League 2024-2025 - 1º turno                               | -                                                                      | 45’                                                                    |
| 9-9-2024                                                               | Oslo                                                                   | Norvegia                                                               | 2 – 1                                                                  | Austria                                                                | UEFA Nations League 2024-2025 - 1º turno                               | -                                                                      | 24’ 57’                                                                |
| 13-10-2024                                                             | Linz                                                                   | Austria                                                                | 5 – 1                                                                  | Norvegia                                                               | UEFA Nations League 2024-2025 - 1º turno                               | -                                                                      |                                                                        |
| 14-11-2024                                                             | Pavlodar                                                               | Kazakistan                                                             | 0 – 2                                                                  | Austria                                                                | UEFA Nations League 2024-2025 - 1º turno                               | -                                                                      | 64’                                                                    |
| 17-11-2024                                                             | Vienna                                                                 | Austria                                                                | 1 – 1                                                                  | Slovenia                                                               | UEFA Nations League 2024-2025 - 1º turno                               | -                                                                      |                                                                        |
| 20-3-2025                                                              | Vienna                                                                 | Austria                                                                | 1 – 1                                                                  | Serbia                                                                 | UEFA Nations League 2024-2025 - Play-off                               | -                                                                      |                                                                        |
| 23-3-2025                                                              | Belgrado                                                               | Serbia                                                                 | 2 – 0                                                                  | Austria                                                                | UEFA Nations League 2024-2025 - Play-off                               | -                                                                      | 46’                                                                    |
| 7-6-2025                                                               | Vienna                                                                 | Austria                                                                | 2 – 1                                                                  | Romania                                                                | Qual. Mondiali 2026                                                    | -                                                                      |                                                                        |
| Totale                                                                 |                                                                        | Presenze                                                               | 23                                                                     |                                                                        | Reti                                                                   | 0                                                                      |                                                                        |

## Palmarès

### Club

#### Competizioni nazionali
- Coppa dei Paesi Bassi: 2

PSV: 2021-2022, 2022-2023
- Supercoppa dei Paesi Bassi: 2

PSV: 2021, 2023